# Lex manciana

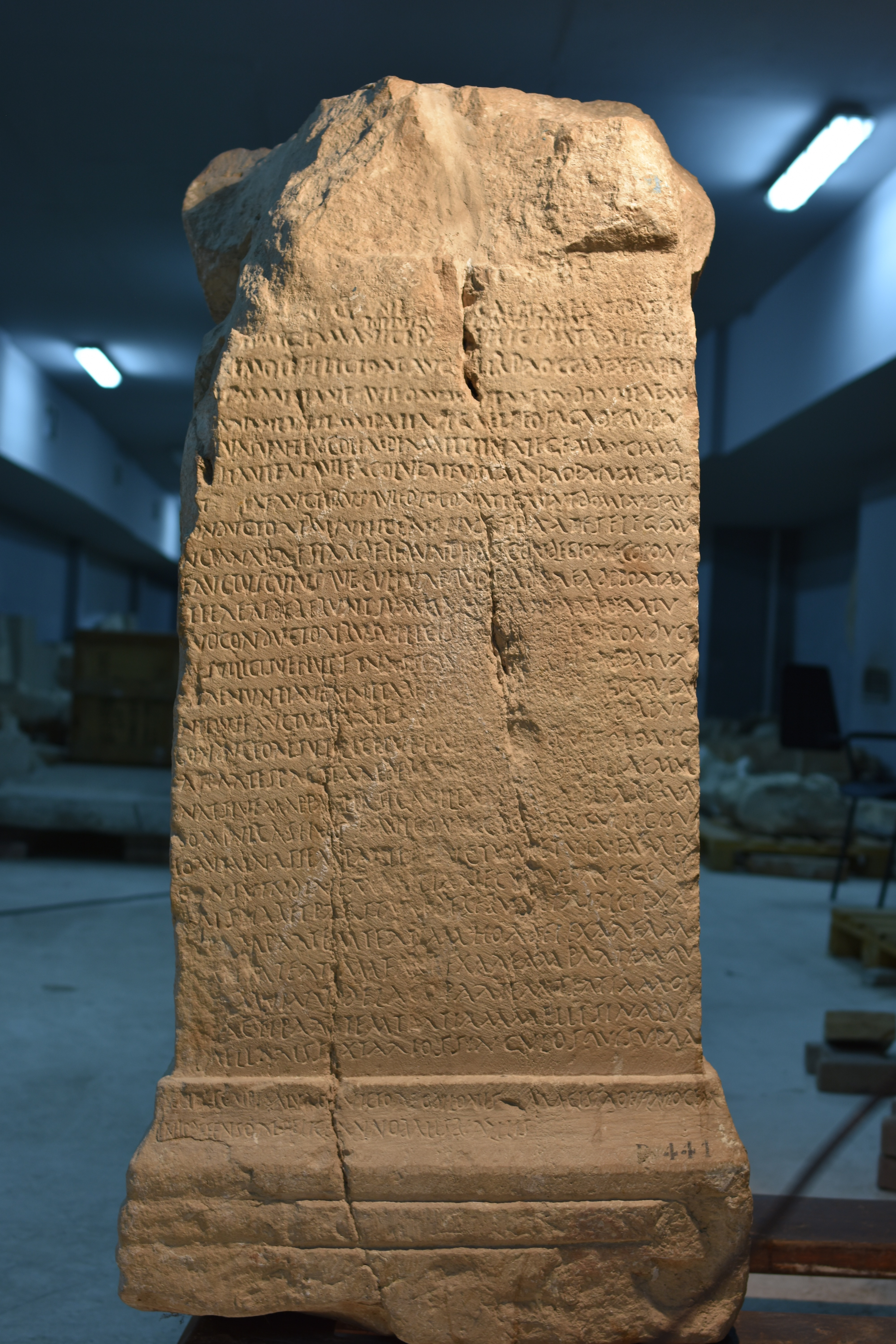
La première partie de l'inscription d'Henchir Mettich

La Lex Manciana est une loi romaine traitant des contrats de location des domaines impériaux en Afrique proconsulaire.

## Emplacement géographique
Les domaines impériaux en question proviennent tous de la région de la vallée de Bagradas en Afrique Proconsularis (Tunisie moderne, à environ 50 km à l'ouest de l'ancienne ville de Carthage. L'inscription de Henchir-Mettich (vers 116-117 apr. J.-C.) consiste en une adaptation de la Lex Manciana pour le fundus Villa Magna Variana ,. Deux inscriptions supplémentaires traitant d'un sujet similaire, également dans la même région, sont connues : celle d'Ain el Djemala (période hadrianique) découverte dans un oued à 6 km au sud-ouest d'Ain Tounga et celle d'Aïn-Ouassel/Wassel (en 198-209 apr. J.-C.)  entre Uchi Maius, Thibar et Dougga.

## Contenu
L'inscription de Henchir Mettich détaille le contrat de location pour les fermiers «  colonii » sur le Fundus Villae Magnae  (un domaine impérial). Le contenu de la traduction est le suivant :
1. Préambule : Identifie Licinius Maximus (un Equite) et Felicior (un affranchi de Trajan) comme les procureurs qui ont supervisé l'établissement à Henchir-Mettich.
2. Autorisation de cultiver la subseciva : Permet la mise en culture des terres inutilisées (subseciva) de ce domaine impérial en vertu de l'accord suivant.
3. Évaluation des loyers partagés : Les locataires paieront des loyers en nature (c'est-à-dire une partie de la récolte totale) selon leur propre jugement.
4. Loyers de subseciva : Les loyers représentent un tiers de la récolte totale de blé, d'orge, de vin et d'huile d'olive. Les loyers supplémentaires comprennent un quart ou un cinquième des haricots et du miel si plus de cinq ruches sont possédées.
5. Pénalités : Les ruches ne peuvent pas être déplacées du domaine sur des terres libres afin d'éviter le loyer.
6. Incitations : Aucun loyer n'est perçu sur les vignes et les figues nouvellement plantées pendant les cinq premières années, et les oliviers nouvellement plantés pendant les dix premières années.
7. Pâturage : Une redevance annuelle de 4 ânes est payable par animal pâturant sur le terrain.
8. Dommages : Les dommages évitables aux cultures des autres locataires sont payés par le contrevenant.
9. Legs : Les terres en location peuvent être léguées à un héritier dans le cadre d'un contrat juridiquement contraignant. Cette clause vise à promouvoir l'agriculture générationnelle d'une même terre et donc d'autres investissements.
10. Confiscation : Les terres négligées et non cultivées pendant deux années consécutives seront récupérées par le propriétaire.
11. Services de main-d'œuvre : En plus des loyers, chaque locataire doit fournir deux jours consécutifs de main-d'œuvre pour le labour et deux pour la récolte, en plus d'une journée de surveillance du bétail. Les services du travail pouvaient être détachés auprès des esclaves ou des serviteurs des locataires.

## Le métayage
L'agriculture de subsistance pour une famille de six personnes dans le monde antique nécessite trois hectares de terre pour fournir des récoltes et suffisamment de semences pour l'année suivante, mais pour inclure un tiers de paiement à un propriétaire, il faut cultiver au moins cinq hectares de terre).